# Скил
Скил (др.-греч. Σκύλης; V век до н. э.) — скифский царь (ок. 465 до н. э. — между 447 и 445 до н. э.), сын (от эллинки из Истрии) и наследник царя Ариапифа.

## Этимология имени
От др.-иран. *skuda-, *skuta- «стрелок, лучник» с закономерным скифским переходом δ > l.

## Биография
Согласно сообщениям Геродота мать Скила была гречанкой и научила его греческому (родному) языку и грамоте. Уже будучи царём, он женился на эллинке, выстроил в Ольвии большой дом, в котором «во всём жил по-эллински и приносил жертвы богам по эллинскому обычаю», в тайне от своих земляков.
Лоббировал торговые интересы Истрии на территории Скифского царства. В результате интриг ольвиопольцев был лишён власти, и, согласно договоренности между Октамасадом и Ситалком, выдан скифам и казнён.
Приблизительно начало правления датируется 465 годом до н. э. Убийство Скила можно датировать более определённо, а именно промежутком времени между началом царствования у одриссов Ситалка (ок. 447 года до н. э.) и путешествием Геродота по Северному Причерноморью (ок. 445 года до н. э.).
Известны монеты Скила из Никония, а также монеты наместника (представителя) Скила в Ольвии Эминака (статеры последнего датированы П. О. Карышковским 460—440 годами до н. э.).